# هجمات شمال سيناء (يوليو 2015)
هجمات سيناء يوليو 2015 هو هجوم إرهابي نفذ يوم الأربعاء الموافق 1 يوليو 2015 في نهار شهر رمضان, من قبل تنظيم ولاية سيناء الإرهابي التابع للتنظيم الإرهابي الدولي داعش, حيث قام بالهجوم على عدد من الكمائن الأمنية للقوات المسلحة المصرية بمنطقتي الشيخ زويد ورفح في توقيتات متزامنة، باستخدام عربات مفخخة وأسلحة ذات أعيرة مختلفة، مما أسفر عن مقتل 17 من عناصر القوات المسلحة المصرية، منهم 4 ضباط وإصابة 13 آخرين، منهم ضابط أثناء قيامهم بأداء واجبهم الوطني. وقامت عناصر القوات المسلحة المصرية بشمال سيناء بمعاونة القوات الجوية بمطاردتهم وتدمير مناطق تجمعاتهم وقتل ما لا يقل عن 100 فرد من العناصر الإرهابية وإصابة أعداد كبيرة في الساعات الأولى التالية للهجوم، إضافة إلى تدمير 20 عربة كانت تستخدمها تلك العناصر الإجرامية. وحتي يوم 5 يوليو 2015 وصلت حصيلة أعداد القتلى من العناصر الإرهابية إلى 240 عنصر.